# Hans Kohlhase

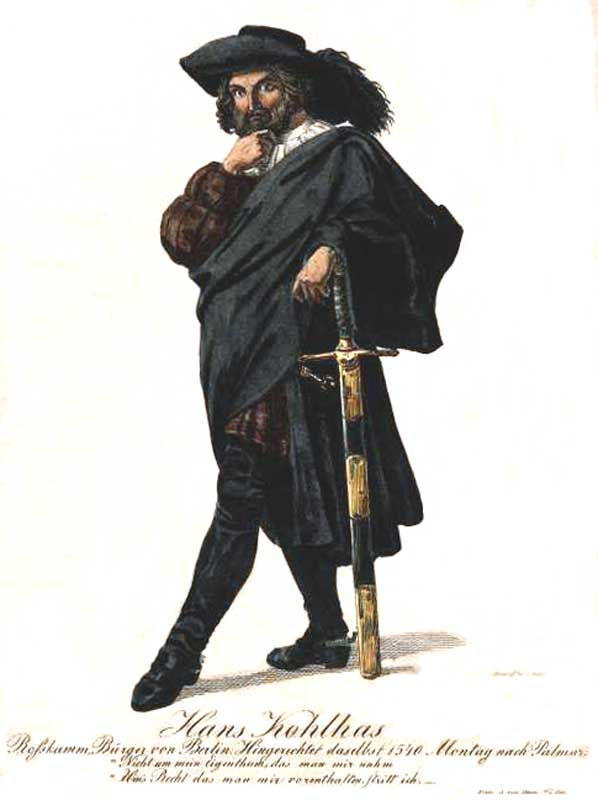
Hans Kohlhase. Ilustración realizada alrededor de 1840.

Hans Kohlhase (c. 1500-1540), nacido en Tempelberg, fue una figura histórica alemana sobre quien existe alguna controversia de su personalidad. Era un comerciante, y no, como se supone a veces, un chalán, y vivió en Cölln en Brandeburgo (Berlín de hoy).

## Suceso
En octubre de 1532, según dice la historia, mientras que iba hacia la feria de Leipzig, fue atacado y sus caballos fueron tomados por los siervos de un noble sajón, Günter von Zaschwitz. Como consecuencia de la demora, el comerciante sufrió algunas pérdidas de negocios en la feria y a su regreso se negó a pagar la fuerte suma que Zaschwitz reclamaba para la devolución de los caballos. En cambio Kohlhase solicitó una importante cantidad de dinero como compensación por su pérdida, y al no lograr esto, invocó la ayuda de su soberano, el elector de Brandeburgo. No obstante al considerar que no podía recuperar sus caballos, pagó la suma requerida por Zaschwitz, pero se reservó a sí mismo el derecho a tomar medidas adicionales. Entonces incapaz de obtener reparación en los tribunales de justicia, el comerciante, en un Fehdebrief, lanzó un reto, no sólo a su agresor sino a toda Sajonia, infringiendo la Paz Eterna de 1495, la Ewiger Landfriede. Pronto, se le atribuyeron actos ilegales, y después de haber fallado en resolver la disputa, el elector de Sajonia, Juan Federico I, fijó un precio a la cabeza del comerciante enojado. Kohlhase ahora buscó venganza en serio. Reunió a su alrededor una banda de criminales y forajidos, que sembró el terror en todo el territorio de Sajonia; robaron a los viajeros, quemaron pueblos y ciudades fueron saqueadas. Durante algún tiempo las autoridades prácticamente fueron impotentes para detener los atropellos, pero en marzo de 1540 Kohlhase y su principal socio, Georg Nagelschmidt, fueron capturados, y el día 22 de ese mes fueron rotos en la rueda en Berlín.
Kohlhase es principalmente conocido como el héroe de la novela de Heinrich von Kleist, Michael Kohlhaas, de la cual se han hecho dos películas, Michael Kohlhaas - der Rebell en 1969, y Michael Kohlhaas en 2013.